# Copia de seguridad
Una copia de seguridad, respaldo, copia de respaldo o copia de reserva (en inglés backup y data backup) en ciencias  de la información e informática es una copia de los datos originales que se realiza con el fin de disponer de un medio para recuperarlos en caso de su pérdida. Las copias de seguridad son útiles ante distintos eventos y usos: recuperar los sistemas informáticos y los datos de una catástrofe informática, natural o ataque; restaurar una pequeña cantidad de archivos que pueden haberse eliminado accidentalmente, corrompido, infectado por un virus informático u otras causas; guardar información histórica de forma más económica que los discos duros y además permitiendo el traslado a ubicaciones distintas de la de los datos originales; etc.
El proceso de copia de seguridad se complementa con otro conocido como restauración de los datos, que es la acción de leer y grabar en la ubicación original u otra alternativa los datos requeridos. La pérdida de datos es muy común, el 66 % de los usuarios de Internet han sufrido una seria pérdida de datos en algún momento.
Ya que los sistemas de respaldo contienen por lo menos una copia de todos los datos que vale la pena salvar, deben tenerse en cuenta los requerimientos de almacenamiento. La organización del espacio de almacenamiento y la administración del proceso de efectuar la copia de seguridad son tareas complicadas. Para brindar una estructura de almacenamiento es conveniente utilizar un modelo de almacenaje de datos. En noviembre de 2010 existían muchos tipos diferentes de dispositivos para almacenar datos que eran útiles para hacer copias de seguridad, cada uno con sus ventajas y desventajas a tener en cuenta para elegirlos, como duplicidad, seguridad en los datos y facilidad de traslado.
Antes de que los datos sean enviados a su lugar de almacenamiento se lo debe seleccionar, extraer y manipular. Se han desarrollado muchas técnicas diferentes para optimizar el procedimiento de efectuar los backups. Estos procedimientos incluyen entre otros optimizaciones para trabajar con archivos abiertos y fuentes de datos en uso y también incluyen procesos de compresión, cifrado, y procesos de deduplicación, entendiéndose por esto último a una forma específica de compresión donde los datos superfluos son eliminados.

## Elección, acceso, y manipulación de datos

### Decidir qué se va a incluir en la copia de seguridad es un proceso complejo
Si copiamos muchos datos redundantes agotamos la capacidad de almacenamiento disponible rápidamente. Si no realizamos una copia de seguridad de los suficientes datos, podría perderse información crítica. 
La clave está en guardar copias de seguridad solo de aquello que se ha modificado.
Archivos a copiarSolo copiar los ficheros que se hayan modificado o movido.
Depósito del sistema de ficherosCopiar el sistema de ficheros que tienen los ficheros copiados. Esto normalmente implica desmontar el sistema de ficheros y hacer funcionar un programa como un depósito. Esto es también conocido como copia de seguridad particionada en bruto. Este tipo de copia de seguridad tiene la posibilidad de hacer funcionar una copia más rápida que la simple copia de ficheros. El rasgo de algunos software de depósitos es la habilidad para restaurar ficheros específicos de la imagen del depósito.
Control de CambiosAlgunos sistemas de ficheros poseen un bit de archivo para cada fichero este nos indica si recientemente ha sido modificado. Algunos software de copia de seguridad miran la fecha del fichero y la comparan con la última copia de seguridad, para así determinar si el archivo se ha modificado.
Incremental a nivel de bloqueUn sistema más sofisticado de copia de seguridad de ficheros es el basado en solamente copiar los bloques físicos del fichero que han sufrido algún cambio. Esto requiere un alto nivel de integración entre el sistema de ficheros y el software de la copia de seguridad.
Incremental o diferencial binariaEs tecnología de respaldo que se desarrolla en la década de 2000. El método es similar a la Incremental a nivel de bloque, pero basada en reflejar las variaciones binarias que sufren los ficheros respecto al anterior backup. Mientras la tecnología a nivel de bloque trabaja con unidades de cambio relativamente grandes (bloques de 8Ks, 4Ks, 1K) la tecnología a nivel de byte trabaja con la unidad mínima capaz de ahorrar espacio para reflejar un cambio. Otra diferencia importante es que es independiente del sistema de ficheros. Actualmente es la tecnología que consigue la máxima compresión relativa de la información y ofrece así una ventaja importante en las copias de seguridad a través de la Internet.
Versionado del sistema de ficherosEl versionado del sistema de ficheros se mantiene atento a los cambios del fichero y crea estos cambios accesibles al usuario. Esta es una forma de copia de seguridad que está integrada al ambiente informático.

### Copia de seguridad de datos en uso
Si un ordenador está en uso mientras se ejecuta su copia de seguridad, existe la posibilidad de que haya ficheros abiertos, ya que puede que se esté trabajando sobre ellos. Si un fichero está abierto, el contenido en el disco posiblemente no refleje exactamente lo que el usuario ve. Esto es especialmente frecuente en ficheros de bases de datos.
Cuando se intenta entender la logística de la copia de seguridad de ficheros abiertos, uno debe considerar que el proceso de copia de seguridad puede llevar varios minutos en copiar un gran fichero como una bases de datos. A fin de copiar un fichero en uso, es vital que la copia de seguridad entera represente un único paso. Esto representa un reto cuando se está copiando un fichero en continua modificación. Aunque el archivo de base de datos esté bloqueado para evitar cambios, se debe implementar un método para asegurar que el original snapshot sea preservado con tiempo de sobra para ser copiado, incluso cuando se mantengan los cambios.
Copia instantánea de volumen o snapshot: copia en escrituraLa copia instantánea de volumen es una función de algunos sistemas que realizan copias de los ficheros como si estuvieran congelados en un momento determinado.
 Copia de seguridad de ficheros abiertos: ficheros bloqueadosAlgunos paquetes de software de copias de seguridad no poseen la capacidad de realizar copias de ficheros abiertos. Simplemente comprueban que el fichero esté cerrado y si no lo está lo intentan más tarde.
Copias de seguridad de bases de datos en calienteAlgunos sistemas de gestión de bases de datos ofrecen medios para realizar imágenes de copias de seguridad de una base de datos mientras esté activa y en uso (en caliente). Esto normalmente incluye una imagen consistente de los ficheros de datos en un cierto momento más un registro de los cambios hechos mientras el algoritmo está funcionando.

### Manipulación de los datos de la copia de seguridad
Es una práctica habitual el manipular los datos guardados en las copias de seguridad para optimizar tanto los procesos de copia como el almacenamiento. 
CompresiónLa compresión es el mejor método para disminuir el espacio de almacenamiento necesario y de ese modo reducir el costo.
RedundanciaCuando varios sistemas guardan sus copias de seguridad en el mismo sistema de almacenamiento, existe la posibilidad de redundancia en los datos copiados. Si tenemos estaciones con el mismo sistema operativo compartiendo el mismo almacén de datos, existe la posibilidad de que la mayoría de los archivos del sistema sean comunes. El almacén de datos realmente solo necesita almacenar una copia de esos ficheros para luego ser utilizada por cualquiera de las estaciones. Esta técnica puede ser aplicada al nivel de ficheros o incluso al nivel de bloques de datos, reduciendo el espacio utilizado para almacenar.
DeduplicaciónEs una técnica especializada de compresión de datos para eliminar copias duplicadas de datos repetidos. Un término relacionado con la deduplicación de datos es la compresión inteligente de datos. Esta técnica se usa para optimizar el almacenamiento de datos en disco y también para reducir la cantidad de información que debe enviarse de un dispositivo a otro a través de redes de comunicación.:Los procesos de deduplicación a nivel de archivo examinan los ficheros en su totalidad para determinar si están duplicados, lo que se conoce como almacenamiento de instancia única, que es idéntico a un respaldo incremental clásico. Sin embargo, otros procesos dividen los datos en bloques y tratan de encontrar duplicados en ellos (duplicación al nivel de los bloques). La deduplicación a nivel de bloques produce más granularidad y una reducción mayor del espacio de almacenamiento que la de nivel de archivo. Pero la verdadera potencia está en la deduplicación a nivel de bytes, al realizar un comparación byte a byte de las corrientes de datos se consigue una mayor nivel de precisión garantizando la eliminación de datos redundantes.
CifradoLa alta capacidad de los soportes de almacenamiento desmontables implica un riesgo de perderse o ser robados. Si se cifra la información de estos soportes se puede mitigar el problema, aunque esto presenta nuevos inconvenientes. Primero, cifrar es un proceso que consume mucho tiempo de CPU y puede bajar la velocidad de copiado. En segundo lugar, una vez cifrados los datos, la compresión es menos eficaz.

## Administración del proceso de copia de seguridad

### Limitaciones
Un esquema de copia de seguridad efectiva debe tener en consideración las limitaciones de la situación. Todo esquema de copia de seguridad tiene cierto impacto en el sistema que ha sido copiado. Si este impacto es significativo, la copia de seguridad debe ser acotada en el tiempo.
Todos los soportes de almacenamiento tienen una capacidad finita y un coste real. Buscar la cantidad correcta de capacidad acorde con las necesidades de la copia de seguridad es una parte importante del diseño del esquema de la copia.

### Implementación
Alcanzar los objetivos definidos en vista de las limitaciones existentes puede ser una tarea difícil. Las herramientas y conceptos descritos a continuación pueden hacer que esta tarea sea más alcanzable.
HorariosProgramar un horario de ejecución de las copias de seguridad aumenta considerablemente su efectividad y nivel de optimización. Muchos paquetes de software de copias de seguridad ofrecen esta posibilidad.
AutentificaciónSobre el curso de operaciones regulares, las cuentas de usuario o los agentes del sistema que representan la copia de seguridad necesitan ser autentificados a cierto nivel. El poder de copiar todos los datos fuera o dentro del sistema requiere acceso sin restricción. Utilizar un mecanismo de autentificación es una buena manera de evitar que el esquema de la copia de seguridad sea usado por actividades sin autorizar.
Cadena de confianzaLos soportes de almacenamiento portátiles son elementos físicos y deben ser gestionados solo por personas de confianza. Establecer una cadena de confianza individual es crítico para defender la seguridad de los datos.
Validación de copias de seguridadEl proceso por el cual los dueños de los datos pueden obtener información considerando como fueron copiados esos datos. El mismo proceso es también usado para probar conformidad para los cuerpos reguladores fuera de la organización. Terrorismo, complejidad de datos, valores de datos y aumento de la dependencia sobre volúmenes de datos crecientes, todos contribuyen a una ansiedad alrededor y dependencia sobre copias de seguridad satisfactorias. Por ello varias organizaciones normalmente relegan sobre terceras personas o soluciones independientes la averiguación, validación, optimización y el hacerse cargo de sus operaciones de copia de seguridad. Algunos programas de copias de seguridad modernas han incorporado capacidades de validación.
ReportandoEn configuraciones más largas, los reportes son útiles para monitorizar los medios usados, el estado de dispositivos, errores, coordinación de saltos y cualquier otra información sobre el proceso de copia de seguridad.
RegistrandoEn suma a la historia de los reportes generados por el ordenador, actividades y registros de cambio son útiles para así entender mejor la copia de seguridad.
VerificaciónMuchos programas de copia de seguridad hacen uso de sumas de verificación o hashes. Esto ofrece muchas ventajas. Primero, estos permiten a la integridad de los datos ser verificados sin hacer referencia al archivo original: si el archivo guardado en un medio de copia tiene la misma suma de verificación que el valor salvado, después es muy probable que sea correcto. Segundo, algunos programas de copias de seguridad pueden usar sumas de verificación para evitar hacer redundantes copias de archivos, y así mejorar la velocidad de la copia de seguridad. Esto es particularmente útil en procesos de deduplicado.

### Softwarede copias de seguridad
Existe una gran gama de software en el mercado para realizar copias de seguridad. Es importante definir previamente los requerimientos específicos para determinar el software adecuado. Existe una infinidad de programas adaptados a cada necesidad.
Para la adecuación a la LOPD de ficheros con datos de carácter personal de nivel alto (salud, vida sexual, religión, etc.) la regulación exige que las copias de seguridad de dichos datos se almacenen cifrados y en una ubicación diferente al lugar de origen.
La copia de seguridad es el mejor método de protección de datos de importancia, pero siempre existe la posibilidad de que la copia de datos no haya funcionado correctamente y en caso de necesidad de restauración de los datos no podamos realizarlo ya que la información de la copia de seguridad puede encontrarse corrupta por diversos motivos:
- el medio en el que se realizaba la copia se encuentra dañado.
- los automatismos de copia no se han ejecutado correctamente.
- y otros muchos motivos que pueden causar que nuestras copias de seguridad sean incorrectas, y por lo tanto inútiles.

Para evitar este problema es muy importante que nos cercioremos de que hacemos las copias correctamente y comprobemos que somos capaces de restaurar la copia de seguridad a su ubicación original, comprobando así que la copia sea correcta y que somos capaces de restaurarla y conocemos el método de restauración, ya que en caso de necesidad crítica los nervios afloran y nos pueden echar por tierra nuestra labor de copia al realizar algún paso erróneo a la hora de restaurar los datos.
En el hipotético caso de que no podamos restaurar nuestra información, existe una última alternativa, ya que en el mercado existen aplicaciones de recuperación de datos que nos pueden ayudar en caso de que no podamos restaurar nuestra copia de seguridad. También existen métodos de recuperación de datos vía web.
Por último, y en casos extremos como unidades dañadas, solo nos quedaría recurrir a un laboratorio especializado en la recuperación de datos.